# Votiani

Bandiera alternativa

I Votiani, chiamati anche Voti, Votici e Vodi (votico: ва́ддялайзыд, vađđalaizõd; russo: водь; estone: vadjalased; finlandese: vatjalaiset) sono un gruppo etnico finnico originario dell'Ingria storica, la parte dell'attuale Russia nordoccidentale che si trova più o meno a sud-ovest di San Pietroburgo e a est della città di confine estone di Narva. La lingua finnica votica parlata dai Votiani è prossima all'estinzione. La lingua è ancora parlata in tre villaggi della Votia storica e da un numero sconosciuto di parlanti nelle campagne. I villaggi sono Jõgõperä (Krakolye), Liivcülä (Peski) e Luuditsa (Luzhitsy). Nel censimento russo del 2020, 99 persone si sono identificate come Votian.
I Votiani furono tra i fondatori di Velikij Novgorod.

## Storia

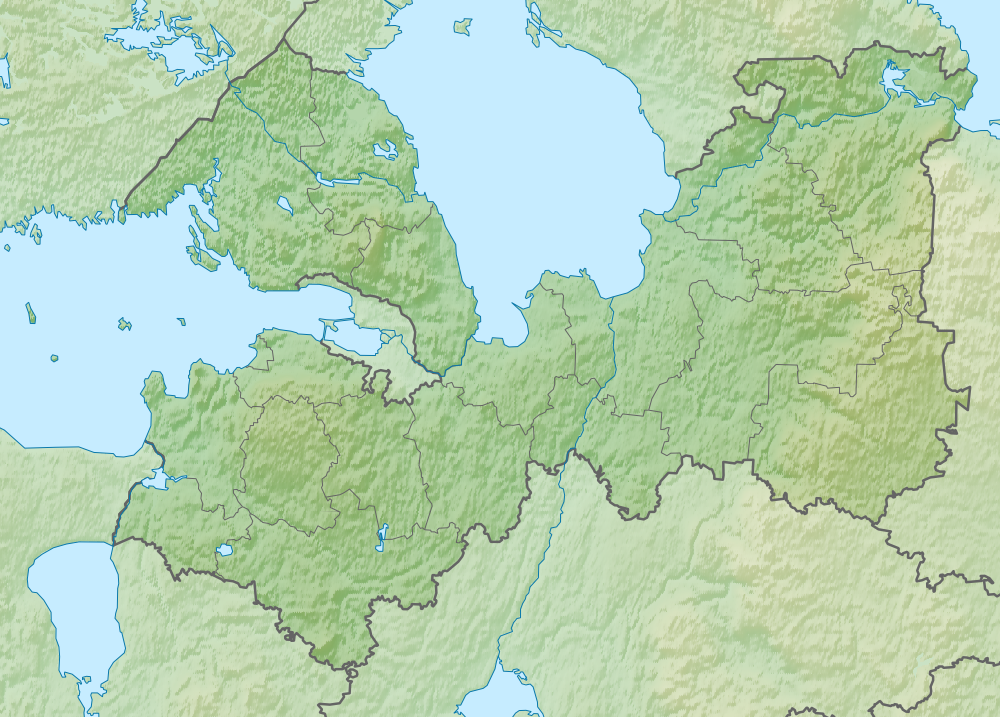
Oblast di Leningrado, Russia, che mostra Kingisepp (russo : Кингисепп)

I Votiani sono il più antico gruppo etnico conosciuto in Ingria. Probabilmente discendono da una popolazione dell'età del ferro dell'Estonia nord-orientale e dell'Ingria occidentale. Alcuni studiosi sostengono che fossero una tribù di estoni, che svilupparono un'identità separata durante l'isolamento dagli altri estoni. Si ipotizza che l'antica contea estone di Vaiga abbia preso il nome dai Votiani.  I Kylfings, un popolo attivo nell'Europa settentrionale durante l'era vichinga, potrebbero essere stati Voti.
I primi riferimenti letterari ai Voti con il loro nome tradizionale provengono da fonti dell'antico slavo orientale (Rus' di Kiev), dove i Voti sono chiamati Voď . Le fonti più antiche della Rus' li raggruppavano (sotto il nome Chudes) con gli estoni. Il lago Peipus vicino alle terre d'origine dei Voti è chiamato Chudsko ozero , che significa "Lago di Chudes" in russo moderno.

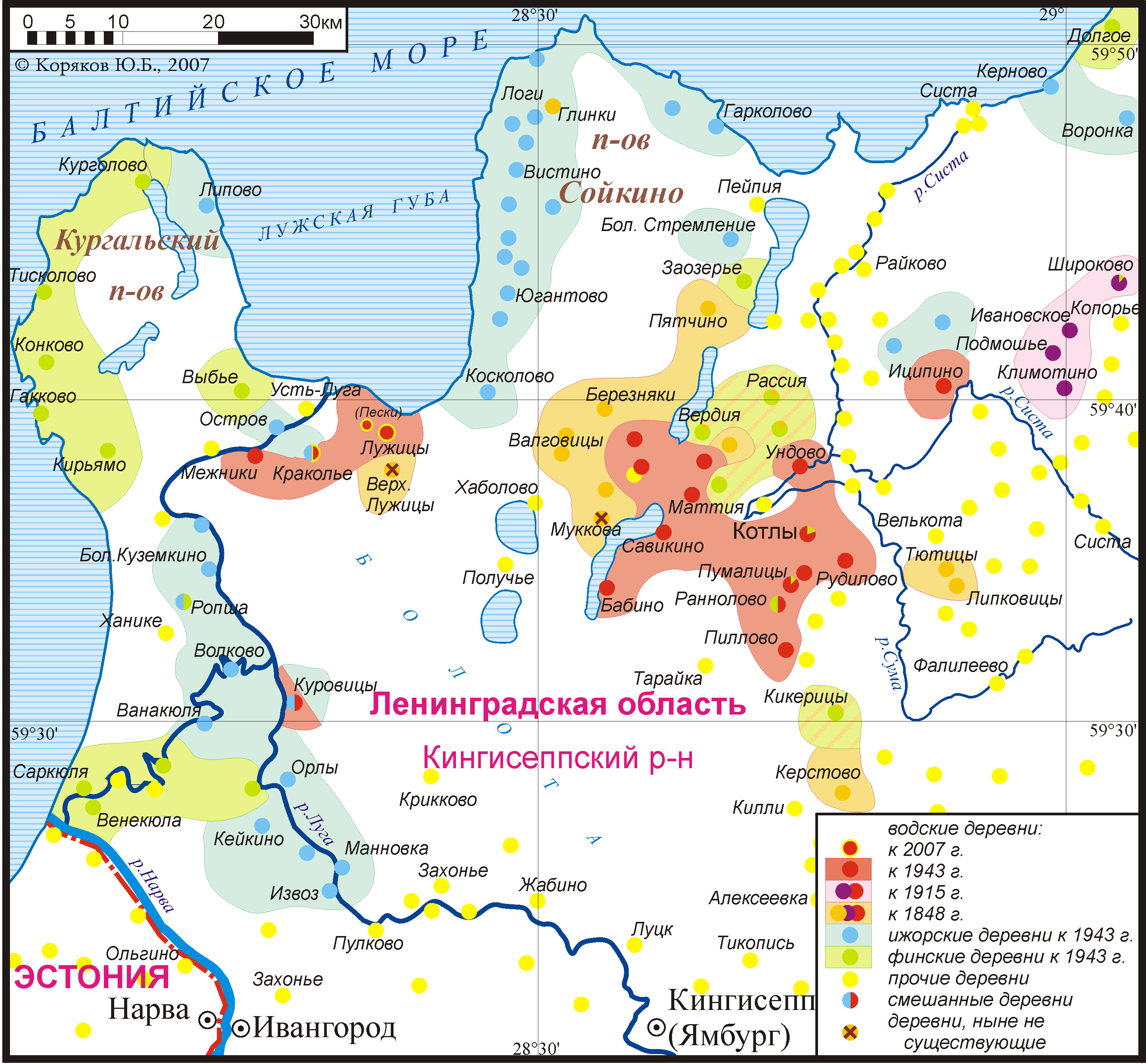
Mappa dei vilagi votici e ingrio-finlandesi e izhoriani limitrofi, 1848-2007. in rosso villaggi Votici (1848-2007) in azzurro villaggi Izhoriani (entro il 1943) in verde villaggi finlandesi (entro il 1943) in giallo altri villaggi

Nel 1069 i Voti furono menzionati mentre prendevano parte a un attacco alla Repubblica di Novgorod da parte del Principato di Polotsk. Alla fine i Voti divennero parte della Repubblica di Novgorod e nel 1149 furono menzionati mentre prendevano parte a un attacco da parte di Novgorod contro i Jem  [ fi ; ru ] , che si suppone fossero i popoli della Tavastia. Una delle divisioni amministrative di Novgorod, Voch'skaa , prese il nome dai Voti. Dopo il crollo di Novgorod negli anni '70 del 1400, il Principato di Mosca deportò molti Voti dalle loro terre d'origine e iniziò una conversione più aggressiva di loro. Gli sforzi missionari iniziarono nel 1534, dopo che l'arcivescovo di Novgorod Macario si lamentò con Ivan IV che i Voti stavano ancora praticando le loro credenze pagane. Macario fu autorizzato a inviare il monaco Ilja per convertire i Voti. Ilja distrusse molti dei vecchi santuari e luoghi di culto. La conversione fu lenta e il successivo arcivescovo Feodosii II di Novgorod  [ ru ] dovette inviare il sacerdote Nikifor per continuare l'opera di Ilja. Lentamente i Voti si convertirono e divennero cristiani devoti.
La Svezia controllava l'Ingria nel XVII secolo e i tentativi di convertire i credenti ortodossi locali alla fede luterana fecero sì che parte della popolazione ortodossa migrasse altrove.  Nello stesso periodo molti finlandesi immigrarono in Ingria. La religione separava i finlandesi e gli estoni luterani e gli ortodossi Izhoriani e Voti, quindi i matrimoni misti erano rari tra questi gruppi. I Voti sposavano principalmente altri Voti, o Izhoriani e russi. Erano per lo più trilingue in Votico, Ingriano e Russo.  Nel 1848, il numero di Voti era stato di 5.148 (Ariste 1981: 78),  ma nel censimento russo sovietico del 1926 ne erano rimasti solo 705. Dall'inizio del XX secolo in poi, la lingua Votica non fu più trasmessa alle generazioni successive.  La maggior parte dei Voti furono evacuati in Finlandia insieme agli Ingriani finlandesi durante la seconda guerra mondiale, ma furono restituiti all'Unione Sovietica in seguito.
In quanto popolo distinto, i Voti si sono praticamente estinti dopo la dispersione stalinista nelle lontane province sovietiche come "punizione" per presunta slealtà e codardia durante la seconda guerra mondiale. Gli espulsi autorizzati a tornare nel 1956 trovarono le loro vecchie case occupate dai russi. Nel 1989, c'erano ancora 62 Voti noti rimasti, con il più giovane nato nel 1930. C'erano 73 Voti autodichiarati nel censimento russo del 2002. Di loro 12 vivevano a San Pietroburgo, 12 nell'Oblast di Leningrado e 10 a Mosca. Nel 2008 i Voti furono aggiunti all'elenco dei popoli indigeni della Russia, garantendo loro un certo sostegno per preservare la loro cultura.  Ci sono stati alcuni conflitti con gli abitanti del villaggio e i forestali Votic e nel 2001 il museo Votic fu bruciato nel villaggio di Lužitsõ.  Un altro possibile problema è il porto che si sta costruendo a Ust-Luga. Si prevede che circa 35.000 persone si sposteranno vicino ai villaggi storici di Votic e Izhoran.

## Voti in Lettonia

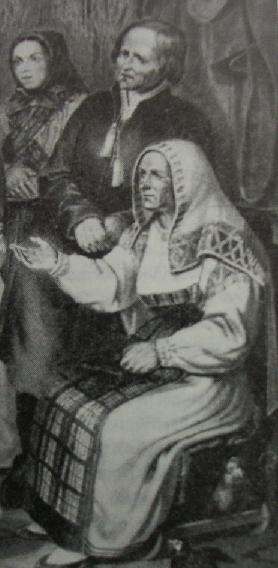
Voti lettoni nei loro costumi nazionali, disegnati da de Pauly

I Voti in Lettonia erano chiamati krieviņi in lettone. La parola deriva da krievs , che significa "russo". Fonti storiche indicano che i Cavalieri Teutonici guidati da Vinke von Overberg catturarono molte persone nell'Ingria durante il loro attacco nel 1444-1447 e le trasferirono a Bauska, dove era necessaria una forza lavoro per costruire un castello. Si stima che circa 3.000 persone siano state trasferite lì. Dopo la costruzione del castello, i Voti non tornarono indietro, ma si stabilirono nei pressi di Bauska e divennero contadini. Gradualmente, dimenticarono la loro lingua e i loro costumi e furono assimilati dai vicini lettoni.  Sono menzionati per la prima volta nella letteratura del 1636. Il primo scienziato "moderno" a studiarli fu il finlandese Anders Johan Sjögren, ma la prima persona a collegarli ai voti fu Ferdinand Johan Wiedemann nel 1872.  Il poeta lettone Jānis Rainis aveva alcune radici votiche.
Alcune persone moderne in Lettonia intorno a Bauska, con antenati Kreviniani storici desiderano ancora identificarsi con i Votiani e c'è stato un nuovo interesse per la cultura Votica tra loro. Esiste anche un museo Votico in Lettonia.

## Voti in Estonia
I votiani vivevano in gran parte nella regione di Narva. I votiani si mescolavano in gran parte con gli estoni, esistono informazioni sui cristiani chiamati "poluverniki" "mezzi credenti", che mescolavano ortodossia e luteranesimo, questa forma di cristianesimo era praticata a causa della mescolanza dei votiani ortodossi con gli estoni luterani. Paul Ariste scoprì che la lingua votica influenzò molti dialetti dell'Estonia settentrionale.
Oggi l'Estonia ospita ancora eventi culturali votici a Narva.

## Cultura

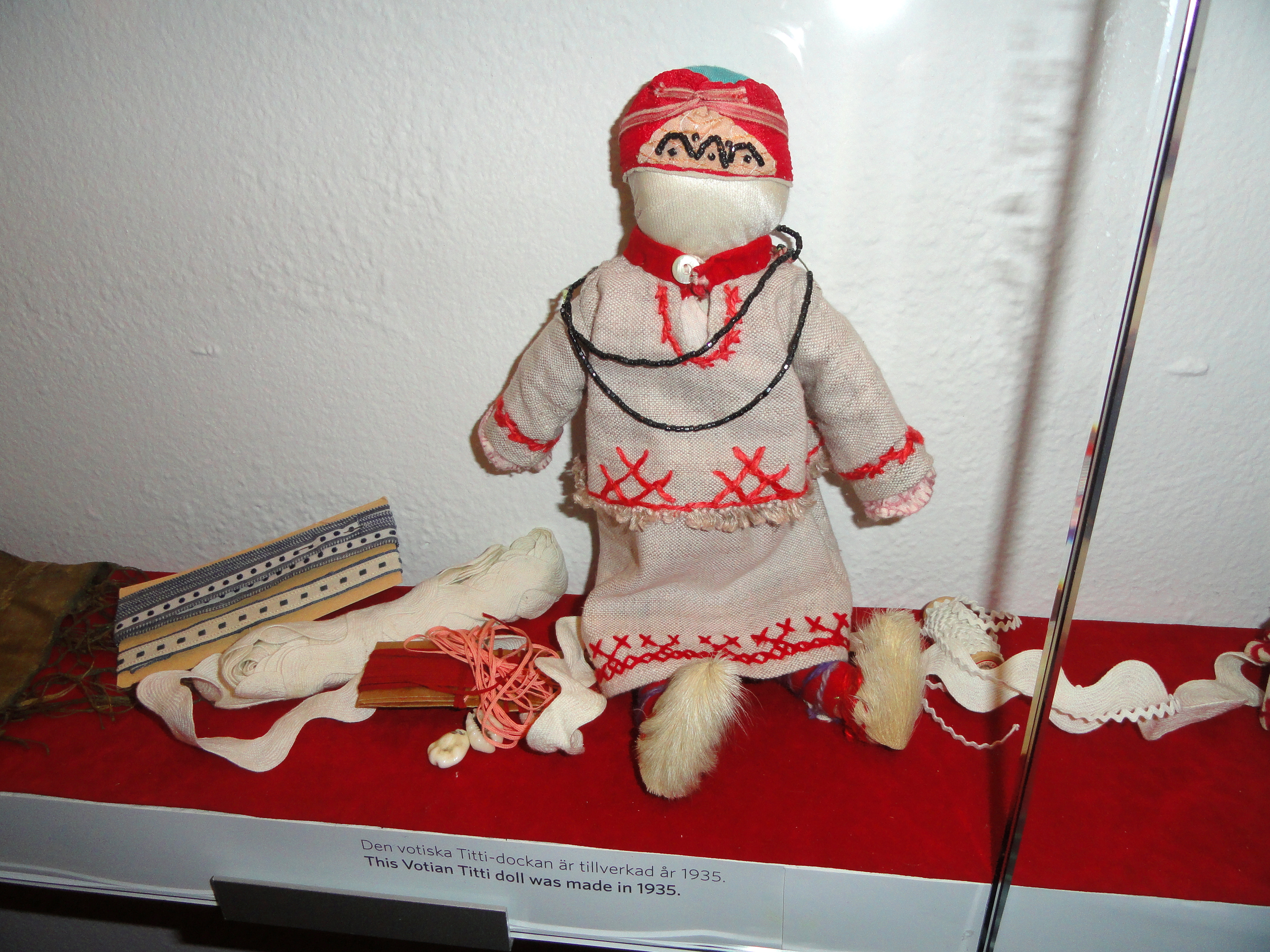
Bambola votica in mostra al Museo delle Culture, Finlandia

Storicamente la maggior parte dei Voti erano contadini. Il metodo del taglia e brucia (sardo) è stato praticato fino all'inizio del XX secolo. Il bestiame più importante era il bestiame bovino, equino e oche. Alcuni si guadagnavano da vivere pescando. Molte abitudini primitive di pesca sono sopravvissute a lungo nelle comunità Votiche, come la pesca con una mazza o una lancia. La pesca con la sciabica era praticata durante l'inverno. I Votiani formavano gruppi di sciabica (artelli) e facevano battute di pesca fino alle isole esterne finlandesi come Seskar. I pescatori vivevano in slitte di legno chiamate (pudka) durante queste battute.  La caccia non è mai stata una fonte di reddito importante, perché la nobiltà locale si era riservata il diritto di cacciare. Poiché San Pietroburgo era così vicina alle terre d'origine dei Voti, molti dei Voti andavano a lavorare lì. Gli uomini lavoravano nelle fabbriche e le donne lavoravano come domestiche. Ciò contribuì alla rapida scomparsa della cultura Votica.
I Voti erano piuttosto poco istruiti, e solo un Voto, Dmitri Tsvetkov, è noto per aver frequentato e laureato un'università. L'antica religione Votica non è ben nota, ma si presume che fosse simile ad altre credenze finniche.

### Lingua e identità
La maggior parte dei Voti era in grado di parlare l'ingriano e il russo, oltre alla lingua votica. Infatti, l'ingriano era più comune nell'uso quotidiano del votico in alcuni villaggi. Il votico era comunemente usato con i membri della famiglia, mentre il russo e l'ingriano erano usati con gli altri. Il russo era l'unica lingua usata nelle chiese. I Voti spesso si riferivano a se stessi come Izhorians , poiché questo termine era più comunemente noto tra gli altri. Il termine entrò in uso quando le persone volevano fare una differenza tra le popolazioni finniche luterane e ortodosse in Ingria.